# لیلا کردبجه
ليلى كردبجه (بالفارسية: ليلا كردبچه) (1980 في طهران) شاعرة وباحثة أدبية إيرانية. حاصلة على دكتوراه في الأدب المعاصر من جامعة أصفهان. عُرفت بأسلوبها المجدّد في نظم الشعر، كما نُشر لها العديد من المؤلفات النقدية لتاريخ الأدب.

## المؤلفات

### دواوين شعرية
- «استرجعت صوتي من الطيور النافقة» مجموعة شعرية، منشورات الشعر الشاب، 2010. يحتوي على 50 قصيدة من الشِعر الأبيض بموضوعات رومانسية وأمومية وأنثوية.[4]
- «كلمة أكبر من فم النافذة» مجموعة شعرية الناشر: الفصل الخامس 2011. يتضمن 32 قصيدة من الشعر الأبيض بموضوعات رومانسية واجتماعية وحنينية وموجهة نحو الموت.
- مجموعة شعر «أفعى الجرسية»، الناشر: الفصل 5، 2012.
- مجموعة «لأنك لم تكن» الشعر، الناشر: الفصل 5، 2013.
- مجموعة شعر «الحزن»، الناشر: الفصل 5، 2014.
- «ليلة واحدة من الطيور» مجموعة شعرية من الكتب الخمسة الأولى، الناشر: نيماج 2016.